# Philippe Lambert Spruyt

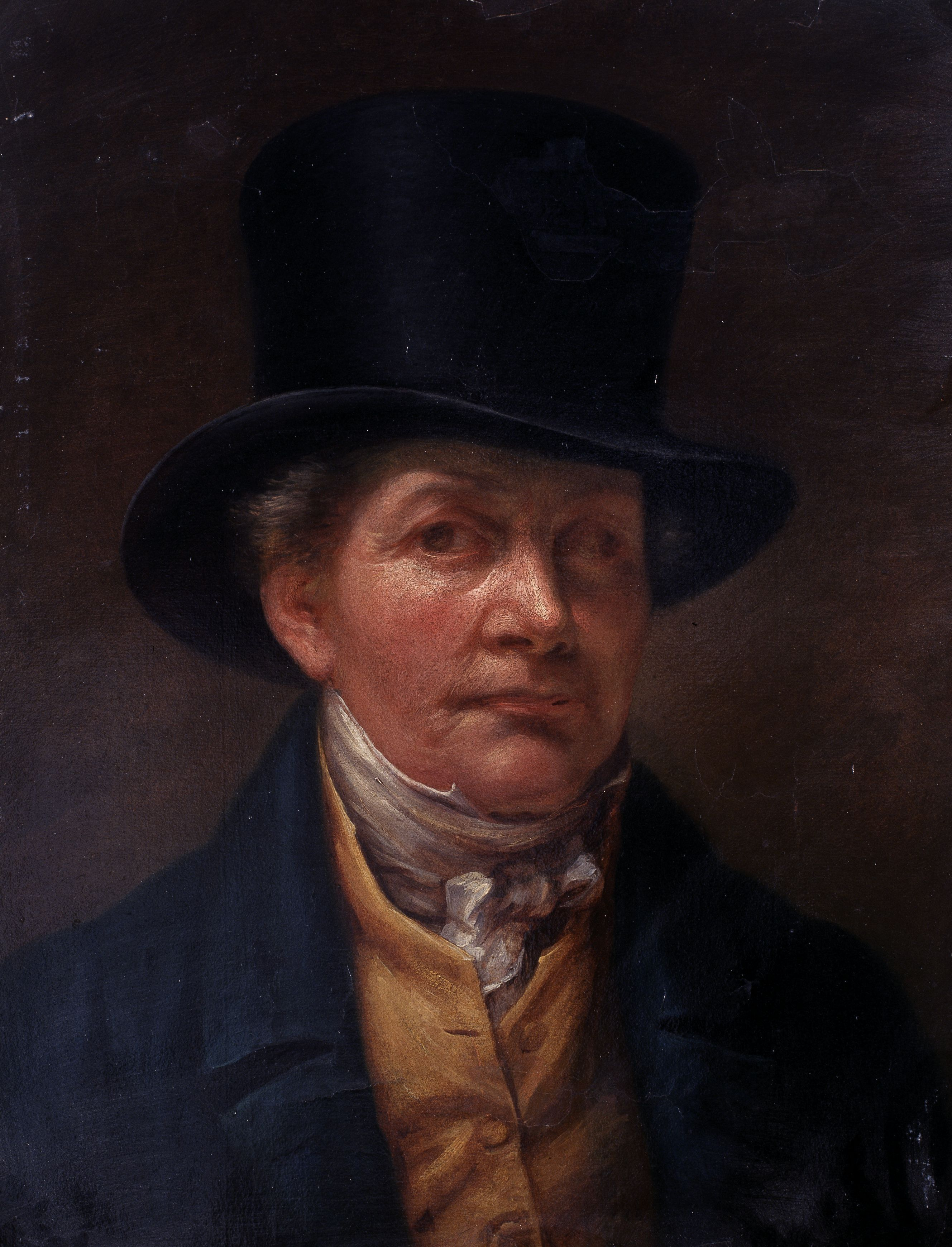
Zelfportret

Philippe Lambert Joseph Spruyt (3 april 1727 - Gent, 5 mei 1801) was een Vlaamse tekenaar, kunstschilder, graveur en auteur.
Hij was de zoon van een militair en werd op jonge leeftijd opgenomen in het atelier van Jan Millet in Brussel. Later volgde hij lessen in Parijs bij Charles van Loo. In 1757 verbleef hij enige tijd in Rome, waar hij les kreeg van onder andere Anton Raphael Mengs. Na zijn terugkeer naar de Nederlanden vestigde hij zich opnieuw in Brussel.
Op 16 mei 1770 werd Spruyt aangesteld als de eerste betaalde docent voor modeltekenen aan de Academie van Teken- en Schilderkunst in Gent. In 1794 werd een publicatie van Spruyts hand uitgegeven door de academie, getiteld "Konstlievende Mongelingen".

## Bron
- https://www.dbnl.org/tekst/vaer003dieh01_01/vaer003dieh01_01_0481.htm

- Biografisch Portaal: 86441824
- Digitale Bibliotheek voor de Nederlandse Letteren: spru004
- RKD-Nederlands Instituut voor Kunstgeschiedenis: 74481
- Union List of Artist Names: 500004676
- Virtual International Authority File: 95709339